# Persécution des Témoins de Jéhovah
Pour la situation des Témoins de Jéhovah et des gouvernements, voir l'article : Neutralité politique chez les Témoins de Jéhovah.
Les croyances et les pratiques des Témoins de Jéhovah ont suscité la controverse tout au long de leur histoire. En conséquence, la dénomination s'est heurtée à l'opposition des gouvernements locaux, des communautés et des groupes religieux. De nombreuses confessions chrétiennes considèrent les interprétations et les doctrines des Témoins de Jéhovah comme hérétiques, et certains professeurs de religion ont classé la dénomination comme une secte,. Les organisations et institutions s'occupant des violations des droits de l'homme, telles qu'Amnesty International, le Haut Commissariat des Nations unies pour les réfugiés ou l'Organisation suisse d'aide aux réfugiés, signalent dans leurs rapports que les Témoins de Jéhovah font l'objet de discriminations et de persécutions dans divers pays en raison de leurs croyances religieuses.
Selon le professeur de droit Archibald Cox, les Témoins de Jéhovah aux États-Unis ont été « les principales victimes de la persécution religieuse ... ils ont commencé à attirer l'attention et à provoquer la répression dans les années 1930, lorsque leur prosélytisme et leur nombre ont rapidement augmenté ». L'animosité politique et religieuse à l'égard des Témoins de Jéhovah a parfois conduit à des actions collectives et à la répression gouvernementale dans divers pays, notamment aux États-Unis, au Canada et dans l'Allemagne nazie.
Pendant la Seconde Guerre mondiale, les Témoins de Jéhovah ont été pris pour cible aux États-Unis, au Canada et dans de nombreux autres pays parce qu'ils refusaient de servir dans l'armée ou de contribuer à l'effort de guerre en raison de leur doctrine de neutralité politique. Au Canada, les Témoins de Jéhovah ont été internés dans des camps avec des dissidents politiques et des personnes d'origine japonaise.
Les membres des Témoins de Jéhovah ont été emprisonnés dans de nombreux pays pour avoir refusé la conscription ou le service militaire obligatoire. Leurs activités religieuses sont interdites ou limitées dans certains pays, notamment à Singapour, en Chine, au Viêt Nam, en Russie et dans de nombreux pays à majorité musulmane.

## Pays

Pays où les activités des Témoins de Jéhovah sont interdites

### Afrique du Sud
À partir du 7 juin 1967, le gouvernement sud-africain de l'apartheid a adopté le Defense Amendment Bill, rendant obligatoire la participation aux forces armées pour tous les hommes blancs en âge de le faire. La conscription a mis les Témoins de Jéhovah en conflit avec le gouvernement, et les jeunes hommes qui refusaient le service militaire étaient condamnés à pas moins de 12 mois dans une caserne de détention militaire, avec des condamnations répétées dans certains cas. Selon l'enquête sur les relations raciales en Afrique du Sud de 1974, en 1973, 158 Témoins de Jéhovah ont été condamnés « pour avoir refusé, pour des raisons religieuses, de faire leur service ou de suivre une formation ». Au cours du premier semestre 1974, 120 Témoins de Jéhovah ont été condamnés. La conscription a officiellement pris fin à la fin du mois d'août 1993. À cette date, la Constitution sud-africaine avait été modifiée pour permettre un service civil alternatif au service militaire.

### Allemagne
En 1931 et 1932, plus de 2000 actions en justice ont été intentées contre les Témoins de Jéhovah en Allemagne et des membres du groupe ont été licenciés. La persécution s'est intensifiée après la nomination d'Adolf Hitler au poste de chancelier en 1933 et s'est poursuivie jusqu'en 1945. Le 25 juin 1933, lors d'une convention des Témoins de Jéhovah à Berlin, une « Déclaration des faits » a été publiée, affirmant la neutralité politique du groupe et appelant à la fin de l'opposition gouvernementale. Plus de 2,1 millions d'exemplaires de cette déclaration ont été distribués dans toute l'Allemagne, mais sa diffusion a déclenché une nouvelle vague de persécutions contre les membres de la confession en Allemagne, dont le refus de faire le salut nazi, d'adhérer à des organisations nazies ou de faire leur service militaire démontrait leur opposition à l'idéologie totalitaire du national-socialisme.
Le 4 octobre 1934, des congrégations de Témoins de Jéhovah en Allemagne ont envoyé des télégrammes de protestation et d'avertissement à Hitler. La Watch Tower Society rapporte que, selon Karl R. A. Wittig, fonctionnaire du gouvernement allemand à l'époque, Hitler a reçu un certain nombre de télégrammes protestant contre la persécution des étudiants de la Bible par le Troisième Reich. Wittig rapporte : Hitler s'est levé d'un bond et, les poings serrés, a crié hystériquement : « Cette couvée sera exterminée en Allemagne ». Quatre ans après cette discussion, j'ai pu, par mes propres observations, me convaincre ... que l'explosion de colère d'Hitler n'était pas une simple menace en l'air. Aucun autre groupe de prisonniers des camps de concentration nommés n'a été exposé au sadisme des soldats SS comme l'ont été les étudiants de la Bible. Un sadisme marqué par une chaîne ininterrompue de tortures physiques et mentales, dont aucune langue au monde ne peut rendre compte »,.
Environ 10 000 témoins ont été emprisonnés, dont 2000 envoyés dans des camps de concentration nazis, où ils étaient identifiés par des triangle violet ; pas moins de 1200 sont morts, dont 250 ont été exécutés,. À partir de 1935, les officiers de la Gestapo ont proposé aux membres de signer un document indiquant qu'ils renonçaient à leur foi, qu'ils se soumettaient à l'autorité de l'État et qu'ils soutenaient l'armée allemande. L'historien Detlef Garbe affirme qu'un « nombre relativement élevé » de personnes ont signé la déclaration avant la guerre, mais qu'un « nombre extrêmement faible » de prisonniers des Étudiants de la Bible l'ont fait dans les camps de concentration au cours des années suivantes.
Malgré plus d'un siècle d'activité manifeste dans le pays, les Témoins de Jéhovah en Allemagne n'ont obtenu une reconnaissance légale que le 25 mars 2005, à Berlin ; en 2006, la Cour administrative fédérale de Leipzig a étendu la décision locale à l'ensemble du pays.

### Autriche
Entre 1978 et 2004, les Témoins de Jéhovah ont cherché à se faire enregistrer en tant que société religieuse en vertu de la loi de 1874, ce qui leur a été refusé à plusieurs reprises par les institutions de l'État pour diverses raisons. La CEDH a statué en 2008 que l'Autriche avait ainsi violé les articles 9, 14, 6 et 13 de la Convention des droits de l'homme.

### Bénin
Sous la première présidence de Mathieu Kérékou, les activités des Témoins de Jéhovah ont été interdites et leurs membres ont été contraints de suivre une « formation à la démystification ».

### Bulgarie
En Bulgarie, les Témoins de Jéhovah ont été la cible de violences de la part de groupes nationalistes de droite tels que l'VMRO - Mouvement national bulgare. Le 17 avril 2011, un groupe d'une soixantaine d'hommes cagoulés a assiégé une salle du Royaume à Burgas, lors de la commémoration annuelle de la mort du Christ. Les assaillants ont jeté des pierres, endommagé des meubles et blessé au moins cinq des personnes rassemblées à l'intérieur. L'incident a été enregistré par une chaîne de télévision locale. En Bulgarie, les Témoins de Jéhovah ont été condamnés à des amendes pour avoir fait du prosélytisme sans autorisation gouvernementale appropriée, et certaines municipalités ont adopté des lois interdisant ou limitant leur droit de prêcher.

### Canada
En 1984, le Canada a publié un certain nombre de documents précédemment classifiés qui révèlent que, dans les années 1940, de « jeunes Témoins de Jéhovah valides » ont été envoyés dans des « camps » et que « des familles entières qui pratiquaient la religion ont été emprisonnées ». Le rapport de 1984 indique que « des documents de guerre récemment déclassifiés suggèrent que [la Seconde Guerre mondiale] a également été une période de bigoterie religieuse, d'intolérance politique et de suppression d'idées officiellement sanctionnées. Le gouvernement fédéral a décrit les Témoins de Jéhovah comme des 'zélotes religieux' subversifs et offensifs [...] dans des rapports secrets remis à des commissions parlementaires spéciales en 1942 ». Il a conclu que « probablement aucune autre organisation n'est aussi choquante dans ses méthodes, travaillant comme elle le fait sous l'apparence du christianisme ». Les documents préparés par le ministère de la Justice ont été présentés à une commission spéciale de la Chambre des communes par le gouvernement de William Lyon Mackenzie King dans le but de justifier la mise hors-la-loi des organisations pendant la Seconde Guerre mondiale.

### La Chine
Les activités des Témoins de Jéhovah en Chine sont considérées comme illégales. Amber Scorah, ancienne missionnaire canado-américaine des Témoins de Jéhovah, a raconté les difficultés qu'elle et son mari ont dû surmonter pour prêcher illégalement en Chine au début des années 2000. Elle décrit comment les Témoins de Jéhovah locaux ont été contraints de se réunir secrètement dans un lieu différent chaque semaine, les invitations se faisant uniquement par le bouche-à-oreille,. Elle décrit également la manière dont ils contrôlaient les convertis potentiels pour s'assurer qu'ils n'avaient pas de liens ou de penchants communistes,.

### Cuba
Sous le régime communiste de Fidel Castro, les Témoins de Jéhovah faisaient partie des groupes considérés comme « déviants sociaux » et étaient envoyés dans des camps de concentration pour y être « rééduqués ». Le 1er juillet 1974, le groupe a été officiellement interdit et ses lieux de culte ont été fermés. À la suite de cette interdiction, les membres qui refusaient le service militaire ont été emprisonnés pendant trois ans ; il a été rapporté que des membres ont également été emprisonnés en raison du refus de leurs enfants de saluer le drapeau.

### Égypte
En Égypte, selon l'International Religious Freedom Report 2015, il y a environ 1000 à 1500 Témoins de Jéhovah ; les activités de la communauté religieuse sont interdites.

### Érythrée
En Érythrée, le gouvernement a privé les Témoins de Jéhovah de leurs droits civils et politiques en 1994, après leur refus de participer au vote et au service militaire,,. Des membres de tous âges ont été arrêtés pour avoir participé à des réunions religieuses,. Le 24 septembre 1994, trois membres ont été arrêtés et emprisonnés sans jugement,,. Les groupes internationaux de défense des droits sont conscients de la situation des Témoins de Jéhovah en Érythrée et ont demandé à plusieurs reprises aux autorités érythréennes de mettre fin aux persécutions.
En juillet 2016, 55 membres étaient emprisonnés Selon la Watch Tower Society, 28 membres ont été libérés le 4 décembre 2020, et quatre autres l'ont été au début de l'année 2021,.

### États-Unis
Dans les années 1930 et 1940, certains États américains ont adopté des lois interdisant aux Témoins de Jéhovah de distribuer leur littérature, et les enfants des Témoins de Jéhovah de certains États ont été interdits de fréquenter les écoles publiques.
La persécution des Témoins de Jéhovah pour leur refus de saluer le drapeau est connue sous le nom de « Flag-Salute Cases » (affaires du salut au drapeau). Leur refus de saluer le drapeau a été considéré comme une mise à l'épreuve des libertés que le drapeau représente, à savoir la liberté de pratiquer son culte selon les préceptes de sa propre conscience. Dans l'affaire Minersville School District v. Gobitis (1940), la Cour suprême a estimé que les États-Unis, en rendant le salut au drapeau obligatoire, empiétaient sur le droit des individus à pratiquer leur culte comme ils l'entendent, ce qui constituait une violation de la clause de libre exercice du premier amendement de la Constitution. Toutefois, le juge Frankfurter, s'exprimant au nom de la majorité de 8 contre 1 contre les Témoins, a déclaré que l'intérêt « d'inculquer le patriotisme était suffisamment important pour justifier une atteinte relativement mineure à la croyance religieuse ». Cette décision a entraîné une vague de persécutions. Lillian Gobitas, l'une des écolières impliquées dans la décision, a déclaré : « C'était comme si la chasse aux Témoins de Jéhovah était ouverte ».
L'Union américaine pour les libertés civiles a indiqué qu'à la fin de l'année 1940, « plus de 1 500 témoins aux États-Unis avaient été victimes de 335 attaques distinctes ». Ces attaques comprenaient des passages à tabac, le goudronnage et le plumage, la pendaison, la fusillade, la mutilation et même la castration. Alors que les attaques contre les Témoins de Jéhovah se poursuivent, « plusieurs juges changent d'avis et, dans l'affaire West Virginia State Board of Education v. Barnette (1943), la Cour déclare que l'État ne peut empiéter sur le premier amendement en imposant l'observance de rituels ».
En 1943, à l'issue d'une longue procédure judiciaire engagée par la Watch Tower Society devant les tribunaux de l'État et les juridictions fédérales inférieures, la Cour suprême a statué que les responsables des écoles publiques ne pouvaient pas obliger les Témoins de Jéhovah et les autres élèves à saluer le drapeau et à réciter le serment d'allégeance. En 1946 et 1953, la Cour suprême a rendu des arrêts établissant leur droit à être exemptés du service militaire,,,.

### France
En 1934/35, environ 280 Témoins de Jéhovah d'origine polonaise, qui vivaient comme mineurs dans le nord de la France, ont été expulsés en raison de leurs activités missionnaires. D'octobre 1939 à août 1947, l'activité des Témoins de Jéhovah a été interdite de manière générale en France.
Avant la Seconde Guerre mondiale, le gouvernement français a interdit l'Association des Témoins de Jéhovah en France et a ordonné que les bureaux français de la Watch Tower Bible and Tract Society soient évacués. Après la guerre, les Témoins de Jéhovah en France reprennent leurs activités. En décembre 1952, le ministre français de l'intérieur a interdit le magazine La Tour de Garde, en raison de sa position sur le service militaire; l'interdiction a été levée le 26 novembre 1974,.
Dans les années 1990 et 2000, le gouvernement français a inscrit les Témoins de Jéhovah sur sa liste de « sectes » et des ministres du gouvernement ont fait des déclarations publiques désobligeantes sur les Témoins de Jéhovah. Malgré un siècle d'activité dans le pays, le ministère français des finances s'est opposé à la reconnaissance officielle de la dénomination ; ce n'est que le 23 juin 2000 que la plus haute juridiction administrative française, le Conseil d'État, a jugé que les Témoins de Jéhovah pouvaient être considérés comme une religion au regard du droit français.
Le ministère français de l'Intérieur a cherché à collecter 60 % des dons faits aux entités de la dénomination. Les témoins ont qualifié cette taxation de « confiscatoire » et ont fait appel à la Cour européenne des droits de l'homme. Le 30 juin 2011, la Cour européenne des droits de l'homme a statué que les actions de la France violaient la liberté religieuse des Témoins de Jéhovah.
Les Témoins de Jéhovah en France ont signalé des centaines d'agressions criminelles contre leurs adhérents et leurs lieux de culte. En 2007, il y a eu 67 cas d'incendies volontaires contre des salles du Royaume.
En 2007 et 2009, Gérard Gertoux s'est vu refuser un doctorat en raison de son appartenance religieuse, et le 10 février 2011, le tribunal administratif de Paris (Dossier n° : 0918003/7-3) a refusé de valider sa plainte pour discrimination religieuse,,,.

#### Dépendances françaises
Pendant l'interdiction de La Tour de Garde en France, la publication du magazine s'est poursuivie dans divers territoires français. En Polynésie française, le magazine a été publié clandestinement sous le nom de La Sentinelle, bien que l'on ait appris plus tard que La Tour de Garde n'avait pas été interdite localement. À la Réunion, le magazine est publié sous le nom de Bulletin intérieur.

### Géorgie
En 1996, un an après l'adoption par la Géorgie de sa constitution post-URSS, le ministère de l'intérieur du pays a lancé une campagne de confiscation de la littérature religieuse appartenant aux Témoins de Jéhovah,. Certains Témoins ont fui la Géorgie pour obtenir le statut de réfugié religieux dans d'autres pays. Les représentants du gouvernement ont refusé d'autoriser les Témoins de Jéhovah à organiser des rassemblements, et les forces de l'ordre ont dispersé les rassemblements légaux. En septembre 2000, « la police géorgienne et les responsables de la sécurité ont tiré des obus antichars à blanc et ont fait usage de la force pour disperser un rassemblement en plein air de quelque 700 Témoins de Jéhovah dans la ville de Natuliki, dans le nord-ouest de la Géorgie, le 8 septembre, ont rapporté l'AP et Caucasus Press ». En 2002, les poursuites engagées à l'encontre d'un prêtre qui avait incité à la violence contre des membres des Témoins de Jéhovah ont été entravées par un manque de coopération de la part du gouvernement et des forces de l'ordre.
En 2004, Forum 18 a qualifié la période écoulée depuis 1999 de « règne de terreur de cinq ans » contre les Témoins de Jéhovah et d'autres minorités religieuses. Amnesty International a noté ce qui suit : « Les Témoins de Jéhovah ont souvent été la cible de violences [...] en Géorgie [...] Dans de nombreux cas, la police n'aurait pas protégé les croyants, voire aurait participé aux violences physiques et verbales.
Le 3 mai 2007, la Cour européenne des droits de l'homme a condamné le gouvernement géorgien pour sa tolérance de la violence religieuse à l'égard des Témoins de Jéhovah et a ordonné que les victimes soient indemnisées pour les dommages moraux et les frais de justice,,. Le 7 octobre 2014, la Cour européenne des droits de l'homme, rendant son jugement concernant les violences contre les Témoins de Jéhovah en Géorgie dans les années 2000-2001, a conclu à l'unanimité que les représentants de l'État géorgien, en violation des articles 3, 9 et 14 de la Convention européenne des droits de l'homme, avaient soit directement participé à ces attaques, soit toléré des violences commises par des particuliers contre des membres de ce groupe religieux.

#### Ossétie du Sud
En juillet 2017, la Cour suprême d'Ossétie du Sud a statué que les Témoins de Jéhovah étaient une organisation extrémiste. La Cour a déclaré une peine de dix ans d'emprisonnement pour « toute activité religieuse telle que le rassemblement et la distribution de littérature »,.

### Inde
Le Bureau d'information publique des Témoins de Jéhovah a recensé un certain nombre d'agressions collectives en Inde. Elle affirme que ces cas de violence « révèlent l'hostilité du pays à l'égard de ses propres citoyens qui sont chrétiens ». Il a été rapporté que la police avait assisté à des attaques de foule contre des Témoins de Jéhovah ou qu'elle avait inculpé des Témoins de Jéhovah tout en omettant d'inculper d'autres personnes impliquées dans l'affaire.
À Davangere, le 20 décembre 2010, une foule a affronté deux femmes témoins. Les émeutiers ont fait irruption dans la maison de l'une d'entre elles où elles s'étaient réfugiées. Des biens ont été endommagés et l'une des témoins a été agressée. À l'arrivée de la police, les témoins ont été arrêtés et accusés de blasphème. Lors d'un autre incident survenu le 6 décembre 2011, trois témoins ont été attaqués par une foule à Madikeri. Le témoin masculin « a reçu des coups de pied et a été battu par la foule » avant d'être traîné vers un temple voisin ; tout en faisant des remarques obscènes, la foule « a essayé d'arracher les vêtements des témoins féminins ». Selon la Watch Tower Society, la police « a emmené les trois témoins au poste de police et a porté plainte contre eux plutôt que contre la foule ». Lors d'un incident survenu en juillet 2012, un groupe de quinze hommes a agressé quatre témoins à Madikeri. Le groupe a été emmené au poste de police et inculpé d'« insulte à la religion ou aux convictions religieuses d'une autre classe » avant d'être libéré sous caution.
En octobre 2023, l'explosion d'une bombe lors d'une convention annuelle des Témoins de Jéhovah au Kerala a tué 7 personnes et en a blessé 50 autres. Le suspect a affirmé être un membre désillusionné des Témoins de Jéhovah et a déclaré qu'il n'appréciait pas les doctrines antinationales des Témoins de Jéhovah,,.

### Kazakhstan
Les activités des Témoins de Jéhovah au Kazakhstan ont été interdites jusqu'en 1997. Après la levée de l'interdiction, les membres ont continué à subir des perturbations et des emprisonnements de la part de la police. Leurs activités ne sont actuellement enregistrées que dans certaines régions du Kazakhstan, et la Watch Tower Society signale que l'utilisation de leur littérature est restreinte.

### Malawi
En 1967, au Malawi, des milliers de Témoins de Jéhovah ont été battus et tués, des maisons et des lieux de rassemblement ont été brûlés avec leurs bibles et leurs publications par la police et les citoyens parce qu'ils refusaient d'acheter une carte indiquant leur soutien au Parti du congrès du Malawi. Alors que leur neutralité politique à l'époque de l'ancien gouvernement colonial était considérée comme un acte de résistance, leur non-implication continue avec le nouveau gouvernement indépendant était considérée comme une trahison. L'organisation a été déclarée illégale et les membres étrangers présents dans le pays ont été expulsés. Les persécutions, tant économiques que physiques, se sont intensifiées après une réunion du Parti du Congrès du Malawi, en septembre 1972, qui a déclaré que « tous les Témoins devraient être licenciés ; toute entreprise qui ne s'y conformerait pas verrait sa licence annulée ». En novembre 1973, 21 000 Témoins de Jéhovah avaient fui vers la Zambie voisine,. Certains Témoins de Jéhovah ont également été victimes d'abus sexuels devant la police pour avoir refusé de participer à des activités politiques. En 1993, lors de la transition vers un système multipartite et d'un changement de direction, l'interdiction de l'organisation par le gouvernement a été levée,,.

### Pays-Bas
Pendant l'occupation allemande de la Seconde Guerre mondiale, environ 500 Témoins de Jéhovah néerlandais ont été emprisonnés, dont environ 130 ont été assassinés ou sont morts pendant leur détention ou dans des camps.

### Russie
En 2004, le tribunal municipal de Moscou a interdit les activités des Témoins de Jéhovah à Moscou et leur entité juridique a été liquidée. Les lois russes contre l'extrémisme ont été étendues aux groupes non violents en 2007 et les Témoins de Jéhovah ont été interdits dans la ville portuaire de Taganrog en 2009, après qu'un tribunal local a jugé que l'organisation était coupable d'incitation à la haine religieuse en « propageant l'exclusivité et la suprématie » de leurs croyances religieuses. En décembre 2009, la Cour suprême de Russie a confirmé la décision des juridictions inférieures qui avaient déclaré extrémistes 34 ouvrages des Témoins de Jéhovah, tels que leur magazine La Tour de garde. En décembre 2015, un tribunal régional de Rostov a condamné 16 Témoins de Jéhovah pour pratique de l'extrémisme à Taganrog. Cinq d'entre eux ont été condamnés à des peines de 5+1⁄2 ans avec sursis et les autres se sont vu infliger des amendes qu'ils n'étaient pas tenus de payer.
En juillet 2015, le ministère de la Justice de la fédération de Russie a ajouté le site officiel des Témoins de Jéhovah à la liste fédérale des matériels extrémistes, faisant de la promotion du site à l'intérieur du pays une infraction pénale et obligeant les fournisseurs d'accès à Internet de toute la Russie à bloquer l'accès au site,. En mars 2017, l'agence de presse russe TASS a rapporté que le ministère russe de la Justice avait suspendu les activités du Centre administratif des Témoins de Jéhovah en Russie en raison d'activités extrémistes. En avril 2017, le rapporteur spécial des Nations unies sur la liberté d'opinion et d'expression, David Kaye, le rapporteur spécial des Nations unies sur les libertés de réunion pacifique et d'association, Maina Kiai, et le rapporteur spécial des Nations unies sur la liberté de religion et de conviction, Ahmed Shaheed, ont condamné la volonté de la Russie d'interdire les Témoins de Jéhovah.
Le 20 avril 2017, la Cour suprême de Russie a rendu un verdict confirmant l'affirmation du ministère de la justice du pays selon laquelle les activités des Témoins de Jéhovah violaient les lois sur l'« extrémisme ». L'arrêt a liquidé le siège russe du groupe à Saint-Pétersbourg et l'ensemble de ses 395 organisations religieuses locales, interdisant leur activité et ordonnant que leurs biens soient saisis par l'État. Selon l'organisation de défense des droits de l'homme Forum 18, c'est la première fois qu'un tribunal qualifie d'« extrémiste » une organisation religieuse centralisée enregistrée au niveau national,. De nombreux pays et organisations internationales ont dénoncé les abus religieux commis par la Russie à l'encontre des Témoins de Jéhovah,,. Des dirigeants de diverses religions se sont également exprimés contre la décision de la Russie d'interdire cette religion,,,. Selon un article de Newsweek, « la décision de la Russie d'interdire les Témoins de Jéhovah dans le pays montre la 'paranoïa' du gouvernement de Vladimir Poutine, selon le président de la Commission des États-Unis sur la liberté religieuse internationale (USCIRF) ». Le musée américain du mémorial de l'Holocauste a également exprimé sa profonde inquiétude quant au traitement réservé par la Russie aux Témoins de Jéhovah.
En mai 2017, des agents armés des services fédéraux de sécurité (FSB) ont arrêté Dennis Christensen, un citoyen danois de 46 ans, dans une salle à Orel, pour des accusations liées à l'extrémisme,. Le 6 février 2019, il a été reconnu coupable et condamné à six ans de prison.
En 2019, un témoin de Jéhovah a été arrêté à Sourgout et aurait été torturé.
En février 2021, un tribunal russe de la République de Khakassie a condamné Valentina Baranovskaya, 69 ans, à deux ans de prison pour avoir participé à des activités religieuses interdites en Russie. Elle est la première femme membre de la confession à être emprisonnée en Russie depuis que leurs activités ont été interdites en 2017. Son fils Roman Baranovsky, âgé de 46 ans, a également été condamné à six ans de prison,. Selon la Watch Tower Society, la Cour suprême a rejeté leur appel le 24 mai 2021 et a ajouté des restrictions qui leur seront imposées après leur libération. Commentant cette condamnation, l'USCIRF a tweeté que la condamnation d'une femme âgée en mauvaise santé marque un « nouveau point bas dans la campagne brutale de la Russie contre la liberté religieuse ».
En octobre 2022, trois Témoins de Jéhovah ont été condamnés à six ans de prison à Sébastopol, une ville qui appartient à une partie de l'Ukraine annexée par la Russie. Bien que les activités de la dénomination soient légales en Ukraine, la décision a été prise par « un tribunal imposé par Moscou » qui les a jugés coupables d'avoir organisé des activités pour les Témoins de Jéhovah.

### Singapour
En 1972, le gouvernement de Singapour a désenregistré et interdit les activités des Témoins de Jéhovah au motif que leurs membres refusent d'effectuer le service militaire (obligatoire pour tous les citoyens de sexe masculin), de saluer le drapeau ou de prêter serment d'allégeance à l'État,. La littérature publiée par la dénomination a également été interdite, et toute personne en possession de la littérature interdite est passible d'une amende pouvant aller jusqu'à 2 000 dollars singapouriens (1 333 dollars américains) et d'une peine d'emprisonnement pouvant aller jusqu'à 12 mois en cas de première condamnation.
En 1994, la Haute Cour de Singapour a statué sur l'affaire Chan Hiang Leng Colin v Public Prosecutor, estimant que l'interdiction des Témoins de Jéhovah ne violait pas le droit à la liberté de religion garanti par l'article 15 paragraphe 1 de la Constitution de Singapour. Selon la décision du juge en chef Yong Pung How, leur refus d'effectuer leur service militaire était contraire à la paix publique, au bien-être et au bon ordre, et les lois relatives à l'ordre public constituent des exceptions à la liberté de religion énoncée à l'article 15, paragraphe 4.
En février 1995, la police de Singapour a effectué des descentes dans des maisons privées où des membres du groupe tenaient des réunions religieuses, dans le cadre d'une opération dont le nom de code était « Opération espoir ». Les officiers ont saisi des bibles, de la littérature religieuse, des documents et des ordinateurs, et ont finalement inculpé 69 Témoins de Jéhovah, dont beaucoup ont été emprisonnés,. En mars 1995, Yu Nguk Ding, 74 ans, a été arrêté pour avoir transporté deux « publications indésirables », dont une Bible imprimée par la Watch Tower Society.
En 1996, dix-huit Témoins de Jéhovah ont été reconnus coupables de s'être réunis illégalement dans un appartement de Singapour et ont été condamnés à des peines allant d'une à quatre semaines de prison. Glen How (Canadian Queen's Counsel) le juge en chef de l'époque, Yong Pung How, a mis en doute la santé mentale de M. How, l'a accusé de « vivre dans un monde de dessins animés » et a fait référence à des « groupes religieux drôles et grincheux » avant de rejeter l'appel. En 1998, deux Témoins de Jéhovah ont été inculpés par un tribunal de Singapour pour avoir possédé et distribué des publications religieuses interdites.
En 1998, un Témoin de Jéhovah a perdu un procès contre une école publique pour licenciement abusif parce qu'il avait refusé de chanter l'hymne national ou de saluer le drapeau. En mars 1999, la Cour d'appel a rejeté son appel. En 2000, des écoles secondaires publiques ont suspendu indéfiniment au moins quinze élèves Témoins de Jéhovah pour avoir refusé de chanter l'hymne national ou de participer à la cérémonie du drapeau. En avril 2001, un enseignant d'une école publique, également membre des Témoins de Jéhovah, a démissionné après avoir été menacé de licenciement pour avoir refusé de participer au chant de l'hymne national.
Les autorités singapouriennes ont saisi à plusieurs reprises de la littérature des Témoins de Jéhovah sur des personnes qui tentaient de franchir la frontière entre la Malaisie et Singapour. Dans treize cas, les autorités ont averti les Témoins de Jéhovah mais n'ont pas engagé de poursuites,,.
La peine initiale en cas de non-respect est de 15 mois d'emprisonnement, avec une peine supplémentaire de 24 mois en cas de deuxième refus. Le manquement au devoir annuel de réserve militaire, qui est exigé de tous ceux qui ont accompli leur obligation initiale de deux ans, entraîne une peine de 40 jours, avec une peine de 12 mois après quatre refus,.

### Syrie
En Syrie, la communauté religieuse des Témoins de Jéhovah est interdite depuis 1964. Il est possible de vivre sa foi religieuse dans un cadre privé, pour autant que cela n'attire pas l'attention du gouvernement. En raison de l'interdiction de la communauté religieuse, les Témoins de Jéhovah font souvent l'objet de discriminations dans la recherche d'emploi.

### Turquie
Jusqu'en 1994, les Témoins de Jéhovah en Turquie étaient punis par les autorités pour leurs croyances religieuses, et l'objection de conscience continue d'être punie, car il n'existe pas de droit à l'objection de conscience en Turquie. Par exemple, un membre des Témoins de Jéhovah a été condamné à neuf reprises par les tribunaux turcs pour avoir refusé d'effectuer son service militaire. En septembre 2005, des Témoins de Jéhovah ont également été arrêtés pour avoir tenu un service religieux.

### Turkménistan
Le Comité des droits de l'homme des Nations Unies a indiqué que des Témoins de Jéhovah au Turkménistan ont été poursuivis et emprisonnés pour avoir refusé d'effectuer le service militaire obligatoire, malgré la constitution du Turkménistan qui garantit le droit de « pratiquer toute religion seul ou en association avec d'autres » et le droit à « la liberté de conviction et à la libre expression de ces convictions ». Le comité des Nations unies a noté que « l'État partie devrait prendre toutes les mesures nécessaires pour revoir sa législation en vue de prévoir un service militaire alternatif. L'État partie devrait également veiller à ce que la loi stipule clairement que les individus ont le droit à l'objection de conscience au service militaire. En outre, l'État partie devrait mettre fin à toutes les poursuites engagées contre des personnes qui refusent d'effectuer leur service militaire pour des raisons de conscience et libérer les personnes qui purgent actuellement des peines d'emprisonnement» En mai 2021, la Watch Tower Society a rapporté que le Turkménistan avait libéré tous les Témoins de Jéhovah qui avaient été emprisonnés pour objection de conscience au service militaire.
Selon le Département d'État des États-Unis, le ministère de la Justice du Turkménistan a qualifié les Témoins de Jéhovah d'étrangers et de dangereux. Le département d'État américain a également déclaré que le gouvernement turkmène impose des restrictions à la liberté des parents Témoins de Jéhovah (et des membres de divers autres groupes religieux) d'élever leurs enfants conformément à leurs croyances religieuses. En 2003, la littérature religieuse des Témoins de Jéhovah a été confisquée, des membres de cette confession se sont vu refuser des visas de sortie et d'autres ont été arrêtés après avoir franchi une frontière et contraints de revenir. En 2004, cinq Témoins de Jéhovah ont été arrêtés et empêchés d'embarquer sur un vol à destination d'un autre pays parce que leurs noms figuraient sur une « liste noire » de citoyens interdits de quitter le pays. En 2015, au Turkménistan, un témoin de Jéhovah a été condamné à quatre ans de prison pour avoir prétendument incité à la haine lors d'une réunion religieuse organisée dans une maison privée, et d'autres participants ont été condamnés à une amende,,.

### Union soviétique
Les Témoins de Jéhovah n'étaient pas très présents en Union soviétique avant 1939, date à laquelle l'Union soviétique a incorporé de force la Roumanie orientale, la Moldavie et la Lituanie, qui comptaient chacune un mouvement de Témoins de Jéhovah. Bien qu'ils n'aient jamais été très nombreux (estimés à 20 000 par le KGB en 1968), les Témoins de Jéhovah sont devenus l'un des groupes religieux les plus persécutés en Union soviétique au cours de la période qui a suivi la Seconde Guerre mondiale. Les membres ont été arrêtés ou déportés, et certains ont été placés dans des camps de travail. Les témoins de la RSS de Moldavie ont été déportés dans l'oblast de Tomsk ; les membres d'autres régions de l'Union soviétique ont été déportés dans l'oblast d'Irkoutsk. Les fonctionnaires du KGB, chargés de dissoudre le mouvement des Témoins de Jéhovah, ont été troublés de découvrir que les Témoins continuaient à pratiquer leur foi même dans les camps de travail.
Le ministre de l'intérieur, Viktor Semyonovich Abakumov, a proposé à Staline la déportation des Témoins de Jéhovah en octobre 1950. Une résolution est votée par le Conseil des ministres et un ordre est émis par le ministère de la sécurité d'État en mars 1951. La RSS de Moldavie adopte un décret « sur la confiscation et la vente des biens des individus bannis du territoire de la RSS de Moldavie », dont font partie les Témoins de Jéhovah.
En avril 1951, plus de 9 000 Témoins de Jéhovah ont été déportés en Sibérie dans le cadre d'un plan appelé « Opération Nord ,». Le gouvernement soviétique était tellement préoccupé par les Témoins de Jéhovah qui continuaient à recevoir de la littérature religieuse en provenance de Brooklyn que le KGB a été autorisé à envoyer des agents pour infiltrer le siège de Brooklyn.
En septembre 1965, un décret du Présidium du Conseil des ministres de l'URSS a annulé la restriction à la « colonisation spéciale » des Témoins de Jéhovah, bien que le décret, signé par Anastas Mikoyan, ait précisé qu'il n'y aurait pas d'indemnisation pour les biens confisqués. Toutefois, les Témoins de Jéhovah ont continué à faire l'objet de persécutions de la part de l'État en raison de leur idéologie qualifiée d'antisoviétique.